# Serena Grandi
Serena Grandi és el nom artístic de l'actriu italiana Serena Faggioli, nascuda el 23 de març del 1958 a Bolonya.

## Biografia
Serena Grandi és el nom d'escena de  Serena Faggioli, nascuda a Bologna. Graduada en programació d'ordinador, primer va estar treballant en un laboratori d'anàlisi científic. Va començar la seva carrera el 1980 en un paper secundari en la pel·lícula còmica La Compagna di viaggio de Ferdinando Baldi.
El mateix any va fer de Maggie en la polèmica pel·lícula Antropophagus, dirigida per Joe D'Amato. Aquesta pel·lícula és coneguda entre els aficionats de cinema de terror per les seves seqüències de gore extrem
Serena Grandi debuta al cinema l'any 1980, de vegades sota el pseudònim de Vanessa Steiger. Gràcies a les seves formes generoses (talles americanes: 39 1/2-23 1/2-39 1/2), roda molts films eròtics on no vacil·la a descobrir-se totalment. Es dona a conèixer al gran públic l'any 1985 amb el film Miranda, del controvertit director italià Tinto Brass.
Els anys 1980 va fer gairebé 20 pel·lícules, principalment apareixent en "commedie sexy all'italiana" i pel·lícules eròtiques, però també protagonitzant aventures èpiques d'espasa com Les Aventures d'Hercules i algunes pel·lícules de terror. El 1987 Lamberto Bava va donar-li el paper de Gloria en la seva pel·lícula Delirium. El 1991 es va casar amb l'antiquari vint anys més gran, Beppe Ercole, amb qui va tenir un fill, Edoardo; la parella va divorciar-se el 1998.
Després d'una petita “travessa del desert” al començament dels anys 90, roda de nou amb Tinto Brass pel seu film Monella, el 1998.
Final 2004 / començament 2005, participa en una emissió de telerealitat. El 2003-2004 Grandi va estar 157 dies sota arrest domiciliari acusada d'haver venut uns quants grams de cocaïna. El cas més tard va ser arxivat.
El 2006, va ser candidata en la llista de Azione Sociale, un partit de dretes dirigit per Alessandra Mussolini, però no va ser elegida. El mateix any va publicar la seva primera novel·la, L'amante del federale. 2008, després de deu anys va tornar a actuar

## Filmografia
- Monella (1998)
- Radiofreccia (1998)
- Anni '50 (1998, mini TV sèries)
- Ragazze di Piazza di Spagna, Le (1998, TV sèries)
- Ladri si nasce (1997, TV)
- Gli inaffidabili (1997)
- La strana storia di Olga O. (1995)
- Delitto passionale (1994)
- Il prezzo della vita (1993, TV)
- Graffiante desiderio (1993)
- Donne sottotetto (1992)
- Saint Tropez, Saint Tropez (1992)
- Vendetta: Secrets of a Mafia Bride (1991, TV)
- Per odio per amore (1991, TV)
- In nome del popolo sovrano (1990)
- L'insegnante di violoncello (1990)
- Le foto di Gioia (1987)
- Les exploits d'un jeune Don Juan (1987)
- Teresa (1987)
- Rimini Rimini (1987)
- Roba da ricchi (1987)
- Abbronzatissima (1987)
- Zanzibar (1986, TV)
- Le avventure dell'incredibile Ercole (1985)
- Miranda (1985)
- Sogni e bisogni (1985, TV miniseries)
- La signora della notte (1985)
- Desiderando Giulia (1985)
- Acapulco, prima spiaggia... a sinistra (1983)
- Sturmtruppen II (1983)
- Malamore (1982)
- Pierino la peste alla riscossa (1982)
- Pierino colpisce ancora (1982)
- Teste di cuoio (1981)
- Antropophagus (1980)
- Tranquille donne di compagna (1980)
- La compagna di viaggio (1980)